# 김승호
김승호(金勝鎬, 본명: 김해수, 본명 한자: 金海壽, 1917년 7월 13일 ~ 1968년 12월 1일)는 일제강점기의 연극배우이며 대한민국의 영화배우이다. 본관은 강릉(江陵)이다.

## 생애
개명(改名) 前 이름은 김해수(金海壽)이며 김승호는 1917년 7월 13일 강원특별자치도 철원에서 출생하였고 지난날 한때 강원도 춘천에서 잠시 유아기를 보낸 적이 있는 그는 그 후 경성부에서 성장하였다. 그는 1930년대 중반에 김두한이 동양극장 청춘좌에 소개해 준 것을 계기로 배우 활동을 시작하였다. 광복 이후 1945년 자유극장 창립단원 가운데 일원으로 참여했으며, 1946년 영화 《자유만세》에 출연하면서 영화배우로 데뷔했다.
1956년 영화 《시집 가는 날》에서 맹 진사 역을 맡은 그는 1957년 일본 도쿄에서 열린 제4회 아시아영화제에서 특별상 (희극상)을 수상하면서 스타로서의 지위를 확립해 나갔다. 이후 《로맨스 빠빠》, 《마부》, 《돈》, 《인생차압》, 《박서방》, 《삼등과장》, 《굴비》, 《돌무지》 등 250여 편의 작품에 출연하였다. 1960년 4·19 혁명 당시에는 이승만 대통령의 부정선거(3·15 부정선거)와 관련된 연설을 이유로 4.19 혁명 관련 단체에서 자택에 습격받았지만, 김두한에 의해 오해가 풀렸다. 1967년에는 한국영화인협회 이사장을 역임했다. 1968년 12월 1일 고혈압으로 사망했다.

## 학력
- 경성 수송보통학교 졸업
- 경성 보성고등보통학교 졸업
- 한양공과대학교 영화학 학사

## 주요 경력
- 한국영화인협회 이사장

## 작품

### 영화
- 1946년 《자유만세》(데뷔작)
- 1956년 《시집가는 날》
- 1955년 《어느 여대생의 고백》
- 1959년 《육체의 길》
- 1960년 《로맨스 빠빠》(감독 신상옥) - 김진규, 신성일, 김승호
- 1961년 《마부》,《촌놈 오복이》
- 1963년 《혈맥》
- 《돈》
- 《인생차압》
- 《박서방》
- 《삼등과장》
- 《굴비》
- 《돌무지》
- 《사화산》

## 가족 관계
- 아내: 추성자(1923~2000)
- 아들 김희라(연극배우)
- 손자: 금성 (가수 겸 영화배우)

## 수상
- 1957년 제4회 아시아 태평양 영화제에서 특별상 (희극상)(일본 도쿄)
- 1958년 제1회 부일영화상 남우주연상
- 1959년 제2회 부일영화상 남우주연상
- 1959년 제8회 서울시 문화대상 연극부문
- 1960년 제7회 아시아 태평양 영화제 남우주연상
- 1961년 제8회 아시아 태평양 영화제 남우주연상
- 1961년 제11회 베를린국제영화제 은곰상
- 1963년 제10회 아시아 태평양 영화제 남우주연상
- 1963년 제1회 청룡영화상 남우주연상
- 1964년 제3회 대종상영화제 남우주연상
- 1967년 제14회 아시아 태평양 영화제 남우주연상
- 1967년 제5회 청룡영화상 남우주연상

## 김승호를 연기한 배우

### TV 드라마
- 이정성 - 2004년 EBS 드라마 《명동백작》

## 같이 보기
- 강계식
- 최남현
- 이예춘
- 황해
- 장동휘
- 임해림
- 김진규
- 허장강
- 추석양
- 김희갑
- 박암
- 구봉서
- 최무룡
- 신영균
- 독고성
- 김석훈
- 박노식
- 윤일봉
- 남궁원
- 이순재
- 이대엽
- 이낙훈
- 신성일
- 김인문
- 윤양하

## 참고 자료
- 이길성, 김한상, 공영민 《김승호: 아버지의 얼굴, 한국영화의 초상》(한국영상자료원, 2007)